# محمد حقانی
محمد حقانی (زاده ۱ اردیبهشت ۱۳۲۲ در روستای دستگرد برخوار اصفهان) عضو چهارمین دوره شورای شهر تهران (۱۳۹۲ تا ۱۳۹۶) بود. وی در انتخابات این دوره در لیست اصلاح‌طلبان قرار داشت. او همچنین سرپرست شهرداری و  معاون شهردار تهران بوده‌است.

## تحصیلات
فوق لیسانس ـ فارغ‌التحصیل ۱۳۴۶ ـ دانشکده کشاورزی دانشگاه تهران